# 晋陵郡
毗陵郡，後稱晉陵郡，西晋到隋唐的郡。

## 準郡級行政區時期
東漢末年，東吳在吳郡無錫縣以西地方設置吳郡西部都尉，治所在毗陵縣（今江蘇省常州市），管轄無錫、毗陵、武進、雲陽4縣。三國時期，改設置毗陵典農校尉，管轄毗陵、武進、雲陽3縣。

## 毗陵郡時期
西晋太康二年（281年），改为毗陵郡。治所在丹徒縣（今江苏省镇江市丹徒区），后改治毗陵縣。其辖境相当于今江苏省常州市、武进区、镇江市、丹阳市、无锡市、江阴市等地。

## 晉陵郡時期
永嘉五年（311年），因避东海王司马越世子司马毗讳，以毗陵郡改名。治所在丹徒县（今江苏省镇江市东南丹徒镇）。东晋初將東莞郡僑治在晉陵郡（江蘇省常州市）東南，南齊時廢除。
东晋初晋陵郡移治京口（今镇江市）。义熙九年（413年）又移治晋陵县（今江苏省常州市）。户一万五千三百八十二，口八万一百一十三，下领六县：晋陵县、延陵县、无锡县、南沙县、曲阿县、暨阳县。辖境相当今江苏省镇江、常州、丹阳、金坛、江阴等市地。南朝宋以后逐渐缩小。隋朝开皇九年（589年）废郡併入常州。

## 隋朝以後
隋朝大业三年罷州置郡，改常州為毗陵郡，領晉陵縣、無錫縣、江陰縣、義興縣。唐朝武德三年（620年），復改毗陵郡为常州。
天宝元年，改常州為晉陵郡，下辖晋陵县、无锡县、义兴县、江阴县、武进县（今江苏省丹阳市运河镇），至德二年（758年）復為常州。
唐朝晋陵郡太守
- 徐峤（开元末年—742年）
- 卢奂（742年）
- 刘同升（744年—746年）
- 林洋（747年—748年）
- 杜庭诫（748年）
- 董琬（天宝年间）
- 韦昭理（天宝年间）
- 崔巽（天宝年间）
- 崔涣（757年）[5]